# 司法記者
『司法記者』（しほうきしゃ）は、由良秀之による推理小説。
出版後まもなく、元東京地検特捜部検事であった郷原信郎が「由良秀之」は自身のペンネームであることを公表した。
元東京地検特捜部検事である筆者が、特捜部の捜査の実態や、特捜部と司法記者クラブの慣れ合いを赤裸々に描く、社会派サスペンス。
2014年5月、WOWOWの連続ドラマWで『トクソウ』のタイトルでテレビドラマ化された。

## あらすじ
織田俊哉は検事。数年の地方廻りを経て、念願の東京地検特捜部に異動を命じられた。
配属された部署では、長年の建設業界と与党民政党との癒着を立件すべく、脱税や贈収賄の摘発に血道を上げていた。
織田は「特捜部の幹部が描いたシナリオに沿って供述を取ってくる」といった特捜部の捜査手法や、正義と銘打たれた特捜部の捜査の実態が強引で横暴かつ杜撰であることに嫌気が差し、疑義を進言するが、それが元で担当から外されてしまう。
一方、美人記者桜井智子は、所属する毎朝新聞による元国交相の収賄疑惑という大スクープから半年後、ライバル紙記者岡野靖之のマンションの一室で殺害されてしまう。容疑者として逮捕された岡野は容疑を全面否認。そのことに違和感を感じた織田は、岡野が弁護士長谷川に漏らした秘密の会話の内容をリークする。
織田は、不可解な殺人事件とゼネコン汚職事件の真実を解明するために、日本最強の捜査機関・特捜部との対決を決意する。

## 登場人物
織田俊哉
特捜部検事。大手ゼネコンと政治家の贈収賄事件の捜査を通じて、特捜部に蔓延る闇に直面し始める。捜査方針について疑義を進言したことで、担当を外されてしまうが、桜井智子の殺害事件に不可解な点を感じ、真実の解明に乗り出す。
桜井智子
毎朝新聞の美人社会部記者。所属する毎朝新聞による元国交相の収賄疑惑という大スクープから半年後、ライバル紙の記者岡野靖之のマンションの一室で、絞殺遺体として発見される。
岡野靖之
東西新聞の社会部記者。司法記者クラブのあり方に違和感を覚え、独自な取材を重ねる。自宅マンションで桜井智子の遺体が発見されたため、容疑者として逮捕されてしまう。

## 書籍情報
- 単行本：講談社、2011年10月27日、ISBN 9784062170130
- 文庫本：講談社文庫、2014年4月15日、ISBN 9784062777940

## テレビドラマ
『トクソウ』のタイトルで、2014年5月11日から6月8日まで、WOWOW「連続ドラマW」枠で放送された。ドラマ化にあたって、原作から一部の設定が変更されている。
主演は吉岡秀隆。共演は三浦友和、真飛聖他。ドラマ『鈴木先生』で第49回ギャラクシー賞優秀賞を受賞した河合隼人と滝本憲吾が監督を務め、映画「金融腐蝕列島〔呪縛〕」で日本アカデミー賞優秀脚本賞、映画『誰も守ってくれない』でモントリオール世界映画祭最優秀脚本賞を受賞した鈴木智が脚本を執筆した。
2015年1月にDVD化された。。

### キャスト
東京地検特捜部
- 織田俊哉（特捜部検事） - 吉岡秀隆
- 鬼塚剛（特捜部副部長） - 三浦友和
- 道上文雄（特捜部主任検事） - 田中壮太郎
- 高橋清市（特捜部事務官） - 深水元基
- 篠原紀夫（特捜部長） - 佐野史郎
- 相模創大（特捜部副部長） - 森田順平
- 井口久（特捜部主任検事） - 河野洋一郎
- 鷺沼翔一（特捜部検事） - 深沢敦

大日本建設
- 一ノ瀬圭一（埼玉支店副支店長） - 二階堂智
- 山下富士夫（第二公共営業部長） - 矢島健一
- 吉川稔（会長） - 佐々木勝彦

政界
- 谷山静雄（民自党幹事長、元国交相） - 斉木しげる
- 三田村幸太郎（民自党政調会長） - 松重豊
- 中井壮太郎（埼玉県知事） - 坂口進也

司法記者
- 桜井智子（毎朝新聞司法記者、織田俊哉の元恋人） - 真飛聖
- 萩原努（毎朝新聞司法記者キャップ） - 長谷川朝晴
- 佐々野靖之（東西新聞司法記者） - 吉沢悠

その他
- 織田美鳥（織田俊哉の妻） - 霧島れいか
- 奥村六郎（港北署警部補） - でんでん
- 岡部智久 ‐ 大西武志

### スタッフ
- 原作 - 由良秀之『司法記者』（講談社刊）
- 監督 - 河合勇人、滝本憲吾
- 脚本 - 鈴木智
- 音楽 - 堤博明
- プロデュース - 松永綾
- 制作協力 - 日活[3]
- 製作著作 - WOWOW

### 放送日程
| 放送回 | 放送日 ※各初回 | 監督     |
| ------ | -------------- | -------- |
| 第1話  | 5月11日        | 河合勇人 |
| 第2話  | 5月18日        | 河合勇人 |
| 第3話  | 5月25日        | 河合勇人 |
| 第4話  | 6月01日        | 滝本憲吾 |
| 第5話  | 6月08日        | 河合勇人 |

| WOWOW 連続ドラマW                         | WOWOW 連続ドラマW                                                                               | WOWOW 連続ドラマW                           |
| 前番組                                    | 番組名                                                                                          | 次番組                                      |
| ----------------------------------------- | ----------------------------------------------------------------------------------------------- | ------------------------------------------- |
| 私という運命について （2014.3.23 - 4.20） | トクソウ （2014.5.11 - 6.8） ※22:00 - 23:00モザイクジャパン （2014.5.18 - 6.15） ※23:00 - 23:30 | MOZU Season2〜幻の翼〜 （2014.6.22 - 7.20） |